# Encamp
Encamp es una parroquia con 13.084 habitantes (a 1 de enero de 2012) situada en  Andorra, a 1300 metros sobre el nivel del mar. De los seis pueblos que anteriormente formaban la parroquia (Encamp, Tremat, Mosquera, Les Bons, Vila y El Pas de la Casa) solo estos dos últimos han quedado actualmente diferenciados del núcleo principal.
Vila está situado a unos pocos kilómetros del núcleo principal y El Pas de la Casa es el pueblo fronterizo con Francia y único acceso directo por carretera (25 km entre Encamp y Pas de la Casa). Junto con Encamp, Grau Roig, Canillo, El Tarter y Soldeu forman la estación de esquí más extensa del Pirineo, Grandvalira.
El río Valira de Oriente, que nace en los lagos glaciares de Pessons, cruza la parroquia.
Actualmente gobierna Demócratas por Andorra.

## Lugares de interés
A nivel cultural, Encamp tiene un antiguo molino de agua (Molí del Guillem), así como varias capillas e iglesias románicas y prerrománicas:
- San Miguel de la Mosquera.
- Iglesia de Santa Eulalia.[2][3]
- San Román de Les Bons.
- San Romà de Vila.
- San Marcos y Santa María.
- San Jaime de Cortals.
- San Felipe o San Felip.

También residen en Encamp el museo Nacional del Automóvil y el museo etnográfico Casa Cristo.
Encamp, aparte de tener capillas e iglesias de estilo románico, también es muy visitado en verano por sus senderos de montaña, famosos por la típica flora y fauna de Andorra.
Encamp es punto de paso de la famosa ruta transpirenaica GR-11. Lagos y bosques pueblan el paisaje sobrevolando el valle de Cortals, desde donde salen numerosas rutas de montaña de diferentes niveles aptas para todos los públicos (ruta de la Osa, lagos de Ensagents, lago de Engolasters, fuentes del Campea, camino interparroquial a Canillo, etc.)
En invierno y gracias al Funicamp (el teleférico más rápido del sur de Europa), Encamp se convierte en la puerta de entrada de la mayor estación de esquí del Pirineo, Grandvalira

## Deporte
Encamp cuenta con el FC Pas de la Casa, equipo de la Primera División de Andorra. También cuenta con un equipo de balonmano, el HC Concordia, que compite en la liga española.
Encamp es famoso por sus montañas, puertos de carretera para ciclistas o estaciones de esquí. Diferentes equipos de fútbol, baloncesto, balonmano, etc. realizan sus respectivas pretemporadas en Encamp atraídos por el cálido recibimiento, la gran oferta de instalaciones y servicios, el sol y el aire puro de alta montaña.

## Hermanamiento
- Mojácar, España.
- Alguer, Italia.
- Rouillac, Francia.